# Cratere Bascom
Bascom  è un cratere sulla superficie di Venere intitolato alla geologa statunitense Florence Bascom.